# Allotropa
Allotropa Torr. & A. Gray  é um género botânico pertencente à família Ericaceae.

## Espécies
Apresenta uma única espécie:
- Allotropa virgata Torr. & Gray